# 廖育群
廖育群（1953年9月—），男，汉族，中国医学史家，中国科学院自然科学史研究所研究员、原所长，曾任中国科学技术史学会理事长。